# 大分県の県道一覧
大分県の県道一覧（おおいたけんのけんどういちらん）は、大分県を通る県道の一覧である。

## 概要
大分県では1973年（昭和48年）4月に整理番号が変更され、
- 他県にまたがる主要地方道は、1桁 - 10番台
- 大分県内で完結する主要地方道は、21 - 56番の2桁
- 他県にまたがる一般県道は、100番台
- 大分県内で完結する一般県道は、57番と200番台以降

になった。
200番台以降の基準は、三重県道の一般県道と同じく道路法第7条の項目毎に分けているが、第1号路線は200番台、第2号路線は300番台前半、第3号路線は300番台後半、第4号路線は400番台、第5号路線は500番台、第6号路線は600 - 700番台にしている。

## 1 - 100
1 - 56が主要地方道で、57は一般県道である。
- 1 豊前万田線
  - 1977年（昭和52年）3月までは福岡日田線（現在の112号）が1号であった。
- 2 豊前耶馬溪線
  - 1993年（平成5年）3月までは行橋山国線（現在の国道496号）が2号であった。
- 3 - 5 （欠番）
  - 1982年（昭和57年）10月までは八女小国線（現在の115号）が3号であった。
- 6 日之影宇目線
  - 1977年2月までは延岡佐伯線（現在の国道388号の一部）が6号であった。
- 7 緒方高千穂線
- 8 竹田五ヶ瀬線
- 9 日田鹿本線
  - 1977年（昭和52年）2月までは熊本日田線（現在の国道387号の一部）が9号であった。
- 10 （欠番）
  - 1982年（昭和57年）10月までは竹田小国線（現在の国道442号の一部）が10号であった。
- 11 別府一の宮線
- 12 天瀬阿蘇線
  - 1977年（昭和52年）2月までは小国玖珠線（現在の国道387号の一部）が12号であった。
- 13 - 15 （欠番）
- 16 吉富本耶馬渓線
- 17 - 20 （欠番）
- 21 大分臼杵線
- 22 大在大分港線
  - 1982年（昭和57年）10月までは大分竹田線（現在の国道442号の一部）が22号であった。
- 23 中津高田線
- 24 日出山香線
  - 1993年（平成5年）3月までは別府院内線（現在の国道500号の一部）が24号であった。
- 25 臼杵上戸次線
  - 1993年（平成5年）3月までは臼杵野津線（現在の国道502号の一部（臼杵市土橋交差点 - 臼杵市日当交差点間））が25号であった。
- 26 三重野津原線
  - 1993年（平成5年）3月までは竹田野津線（現在の国道502号の一部（竹田市 - 豊後大野市 - 臼杵市明治橋交差点間））が26号であった。
- 27 耶馬溪院内線
  - 1977年（昭和52年）2月までは長洲玖珠線（現在の国道387号の一部）が27号であった。さらに、その後、1993年（平成5年）3月までは院内本耶馬溪線（現在の国道500号の一部）が27号であった。
- 28 森耶馬溪線
- 29 豊後高田国東線
- 30 庄内久住線
- 31 山香国見線
- 32 別府停車場線
- 33 臼杵停車場線
- 34 豊後高田安岐線
- 35 三重弥生線
- 36 佐伯津久見線
- 37 佐伯蒲江線
- 38 坂ノ市中戸次線
- 39 小野市重岡線
- 40 飯田高原中村線
- 41 大分大野線
- 42 山香院内線
- 43 玖珠山国線
- 44 宇佐本耶馬溪線
- 45 宇目清川線
- 46 緒方朝地線
- 47 竹田直入線
- 48 日田玖珠線
- 49 大田杵築線
- 50 安心院湯布院線
- 51 別府挾間線
- 52 別府庄内線
- 53 野津宇目線
- 54 玖珠天瀬線
- 55 両子山武蔵線
- 56 中判田下郡線
- 57 竹田犬飼線
  - 2016年（平成28年）1月29日大分県告示第53号により認定[1]。
  - 中九州横断道路に並行する国道57号の区間が、2016年（平成28年）4月1日に一般県道に指定換えされたもの[2][3]。
- 58 - 100 （欠番）

## 101 - 200
- 101 （欠番）
- 102 野路土佐井線
- 103 - 104 （欠番）
- 105 山北日田線
- 106 朝田日田線
- 107 宝珠山日田線
- 108 中津吉富線
- 109 福土吉富線
- 110 東下中津線
- 111 東上戸原線
- 112 福岡日田線
  - 大分県内は全区間で国道386号と重複。
- 113 中津豊前線
- 114 前津江星野線
  - 大分県側のみ認定。
- 115 八女小国線
  - 大分県内は全区間で国道387号・国道442号と重複。
- 116 - 121 （欠番）
- 122 古江丸市尾線
- 123 - 130 （欠番）
- 131 笹倉久住線
- 132 （欠番）
- 133 鯛生菊池線
- 134 南小国上津江線
- 135 高森竹田線
- 136 （欠番）
- 137 上野田黒渕線
- 138 - 200 （欠番）

## 201 - 300
- 201 国東安岐線
- 202 挾間野津原線
- 203 （欠番）
- 204 津久見野津線
- 205 臼杵坂ノ市線
- 206 臼杵大南線
- 207 大分挾間線
- 208 鶴崎大南線
- 209 朝地直入線
- 210 緒方大野線
- 211 - 212 （欠番）
- 213 長洲宇佐線
- 214 （欠番）
- 215 長洲宇佐神宮線
- 216 別府湯布院線
- 217 臼杵津久見線
- 218 別府山香線
- 219 佐伯弥生線
- 220 - 300 （欠番）

## 301 - 400
- 301 - 350 （欠番）
- 351 八坂真那井線
- 352 - 400 （欠番）

## 401 - 500
- 401 - 403 （欠番）
- 404 糸原杵築線
- 405 成仏杵築線
- 406 （欠番）
- 407 白地日田線
- 408 （欠番）
- 409 下恵良九重線
- 410 牧口徳田竹田線
- 411 中津山国自転車道線
- 412 久住高原野津原線
- 413 杵築安岐国東自転車道線
- 414 - 500 （欠番）

## 501 - 600
- 501 色宮港木立線
- 502 佐伯港線
- 503 上岡停車場線
- 504 坂ノ市停車場線
- 505 中津港線
- 506 上臼杵停車場線
- 507 津久見停車場線
- 508 竹中停車場線
- 509 （欠番）
- 510 臼杵港線
- 511 大分港線
- 512 西大分停車場線
- 513 鶴崎停車場線
- 514 高城停車場線
- 515 中判田停車場線
- 516 向之原停車場線
- 517 三重停車場線
- 518 朝地停車場線
- 519 三重新殿線
- 520 日出港線
- 521 豊後豊岡停車場線
- 522 竹田津港線
- 523 国東港線
- 524 伊美港線
- 525 高田港線
- 526 柳ヶ浦停車場線
- 527 豊前長洲停車場線
- 528 長洲港線
- 529 豊前善光寺停車場線
- 530 小祝港線
- 531 中津停車場線
- 532 東中津停車場線
- 533 東中津停車場和田線
- 534 真坂停車場線[要出典]
- 535 豊後三芳停車場線
- 536 大在公共埠頭線
- 537 湯平温泉線
- 538 宇佐停車場線
- 539 鶴崎港線
- 540 小野屋停車場線
- 541 四浦港津井浦線
- 542 熊毛港線
- 543 武蔵港線
- 544 文珠山浜線
- 545 大分空港線
- 546 下ノ江港線
- 547 （欠番）
- 548 地蔵峠小田原線
- 549 - 600 （欠番）

## 601 - 700
- 601 小挾間大分線
- 602 深耶馬玖珠線
- 603 赤木吹原佐伯線
- 604 梶寄浦佐伯線
- 605 床木海崎停車場線
- 606 西浦姫島港線
- 607 長良木立線
- 608 笠掛直見停車場線
- 609 上爪横川線
  - 2008年（平成20年）2月29日大分県告示第147号により上爪清見園線から改称[4]。
- 610 松岡日岡線
- 611 四浦日代線
- 612 長目中ノ島線
- 613 御泊奥江線
- 614 川添志村線
- 615 松浦米水津線
- 616 塚原天間線
- 617 鳥越湯布院線
- 618 龍原挾間線
- 619 中村別府線
- 620 東山庄内線
- 621 田野庄内線
- 622 弓立上戸次線
- 623 下世利寒田線
- 624 山移大島線
- 625 宇佐インター線
- 626 中村鬼瀬停車場線
- 627 久木野尾山浦線
- 628 大分光吉インター線
  - 2008年（平成20年）8月8日大分県告示第576号により認定[5]。
- 629 和気佐野線
- 630 蒲江波当津インター線
  - 2012年（平成24年）11月9日大分県告示第708号により認定[6]。
- 631 中判田犬飼線
- 632 中土師犬飼線
- 633 川登臼杵線
- 634 六種緒方線
- 635 佐賀関循環線
- 636 百枝浅瀬野津線
- 637 吉野原犬飼線
- 638 白丹竹田線
- 639 神原玉来線
- 640 穴井迫荻線
- 641 美和佐野線
- 642 鉄輪亀川線
- 643 日出真那井杵築線
- 644 藤原杵築線
- 645 亀川別府線
- 646 津民中摩線
- 647 栃野西大山線
- 648 津久見インター線
- 649 下原古城線
- 650 下成仏立野線
- 651 富清掛樋線
- 652 赤根富来浦線
- 653 小河内香々地線
- 654 赤根真玉線
- 655 新城山香線
- 656 尾永井猿渡線
- 657 池田大原線
- 658 佐田駅川線
- 659 津房木裳線
- 660 山袋久々姥線
- 661 下矢部宇佐線
- 662 下時枝今津停車場線
- 663 万田四日市線
- 664 円座中津線
- 665 鍋島植野線
- 666 深秣植野線
- 667 落合斉藤線
- 668 山内新殿線
- 669 阿蘇くじゅう公園線
- 670 和田大鶴停車場線
- 671 大鶴熊取線
- 672 戸畑日田線
- 673 小畑日田線
- 674 岩戸五馬日田線
- 675 臼木沖代線
- 676 西有田豆田線
- 677 石井庄手線
- 678 書曲野田線
- 679 川上玖珠線
- 680 田野宝泉寺停車場線
- 681 右田引治線
- 682 西寒多寒田線
- 683 北浦姫島港線
- 684 羅漢寺跡田線
- 685 萩原下郡線
- 686 稲積姫島港線
- 687 西野浦河内線
- 688 中津留轟牧口停車場線
- 689 （欠番）
- 690 湛水挾間線
- 691 大入島北循環線
- 692 大入島南循環線
- 693 百枝大野線
- 694 （欠番）
- 695 久重野荻線
- 696 高崎大分線
- 697 渋味成恒中津線
- 698 西大山大野日田線
- 699 小川穴井迫線
- 700 （欠番）

## 701 - 720
- 701 （欠番）
- 702 平原耶馬溪線
- 703 （欠番）
- 704 菅原山浦線
  - 2018年（平成30年）6月29日大分県告示第420号により菅原戸畑線から改称[7]。
- 705 （欠番）
- 706 伏野宇目線
- 707 大泊浜徳浦線
- 708 夷堅来線
- 709 俣水一畑線
- 710 田野野上線
- 711 合瀬上野田線
- 712 川原上野田線
- 713 弁天横瀬自転車道線
- 714 （欠番）
- 715 木田神崎線
- 716 佐田山香線
- 717 久木野尾尾立線
- 718 伏野三重線
- 719 東長宝西線
- 720 日田山国線

## 参考資料
- “大分県道路管内図” (JPG).   大分県土木建築部道路建設課・道路保全課 (2016年4月). 2017年3月28日時点のオリジナルよりアーカイブ。2018年6月30日閲覧。